# Laban Kagika
Laban Kagika (* 17. Juli 1978) ist ein ehemaliger kenianischer Langstreckenläufer, der auf den Marathonlauf spezialisiert war.
Im Jahr 2000 gewann er den Sapporo-Halbmarathon, und 2001 wurde er Vierter beim Fukuoka-Marathon. Im Jahr darauf siegte er beim Kagawa-Marugame-Halbmarathon.
Dann, 2003 wurde er Fünfter beim Tokyo International Men’s Marathon, und 2004 siegte er beim Hokkaidō-Marathon. 2005 gewann er erneut den Kagawa-Marugame-Halbmarathon. 
2007 folgte einem vierten Platz beim Biwa-See-Marathon Rang 52 bei den Leichtathletik-Weltmeisterschaften in Osaka.
Einem achten Platz beim Hokkaidō-Marathon 2008 folgte 2009 ein dritter Platz beim selben Rennen.

## Persönliche Bestzeiten
- 5000 m: 13:30,65 min, 29. April 2003, Hiroshima
- 10.000 m: 27:57,81 min, 7. Oktober 2000, Sendai
- Halbmarathon: 1:01:36 h, 6. Februar 2005, Marugame
- Marathon: 2:10:24 h, 2. Dezember 2001, Fukuoka